# Asher Roth
Asher Paul Roth (* 11. srpna 1985, Morrisville, PA, USA), spíše známý jen jako Asher Roth, je americký rapper, který proslul svou písní "I Love College".

## Biografie

### Dětství
Narodil se ve městě Morrisville, stát Pennsylvania v roce 1985. Jeho matka Elizabeth je instruktorkou Jógy a jeho otec David je ředitelem designérské firmy. Z matčiny strany zdědil skotské předky a z otcovy linie židovské kořeny. Jeho hudba je ovlivněna starší vlnou R&B, kterou poslouchal jako dítě. Vystudoval střední školu Pennsbury High School. Po střední škole nastoupil na West Chester University.

### Hudební kariéra

#### Počátky (2008)
Poté se snažil prosadit v hudbě, přičemž vytvářel freestyle písně, které poté zveřejňoval na internetu. Roku 2008 si ho všiml majitel nezávislého labelu Schoolboy Music. Ten s ním podepsal smlouvu a uvedl ho ke společnostem SRC a Universal Music Group. Ve stejném roce vydal propagační mixtape nazvaný The Greenhouse Effect, který zaštítili DJ Drama a Don Cannon.

#### Asleep in the Bread Aisle (2009)
Od konce roku 2008 nahrával své debutové album nazvané Asleep in the Bread Aisle. Prvním promo singlem k albu byla píseň "Lark on My Go Kart", která se umístila na konci žebříčku Billboard Hot 100, čímž přivedla pozornost na Ashera Rotha a jeho nadcházející album. Prvním oficiálním singlem byla píseň "I Love College", která se vyšplhala na 12. příčku žebříčku Billboard Hot 100 a získala certifikaci platinový singl v USA. Dalším singlem byla píseň "Be by Myself" (ft. Cee Lo Green), která však úspěch písně předchozí nezopakovala. Album bylo vydáno v dubnu 2009 a debutovalo na 5. místě žebříčku Billboard 200 s 62 000 prodanými kusy v USA v první týden prodeje. Celkem se alba prodalo okolo 205 000 kusů.
Téhož roku byl na obálce časopisu XXL v čísle Freshmen Class of 2009 věnovaném nováčkům na hip-hopové scéně. Také vystupoval na turné rapperů B.o.B a Kid Cudiho.

#### The Rawth EP a další projekty (2010-2013)
Roku 2010 vydal svůj další mixtape nazvaný Seared Foie Gras with Quince and Cranberry a EP s názvem The Rawth EP. Ve stejném období začal pracovat na svém druhém studiovém albu.
V roce 2010 vydal svůj první singl k novému albu, a to píseň "G.R.I.N.D (Get Ready It's A New Day)", ta se umístila na 75. příčce žebříčku Billboard Hot 100. Píseň byla singlem k plánovanému druhému albu tehdy pracovně pojmenovaném The Spaghetti Tree. Druhý singl vydal až v květnu 2011, byla jím píseň "Last Man Standing" (ft. Akon).
V roce 2011 se plánovaný název alba změnil na Is This Too Orange?, přičemž mělo být vydáno během roku 2012 u společnosti Def Jam Recordings, která Rotha upsala v prosinci 2011. Poté, co Frank Ocean vydal album Channel Orange byl název ale zamítnut. Album mělo následně stanovené datum vydání na 22. ledna 2013, ale nakonec bylo odloženo.

#### RetroHash (2014-...)
V roce 2014 vydal své dlouho připravované album s názvem RetroHash. Album bylo vydáno u nezávislých labelů Federal Prism a Pale Fire. Bylo podpořeno vydáním dvou singlů "Tangerine Girl" a
"Fast Life" (ft. Vic Mensa), ale ani jeden ze singlů v hitparádách neuspěl. Album debutovalo na 45. příčce žebříčku Billboard 200 s 6 000 prodanými kusy.

## Diskografie

### Studiová alba
| Rok  | Album                                                                                     | Nejvyšší umístění v hitparádě | Nejvyšší umístění v hitparádě | Nejvyšší umístění v hitparádě | Nejvyšší umístění v hitparádě | Nejvyšší umístění v hitparádě | Certifikace |
| Rok  | Album                                                                                     | US 200                        | US Hip-Hop                    | US Rap                        | CAN                           | UK                            | Certifikace |
| ---- | ----------------------------------------------------------------------------------------- | ----------------------------- | ----------------------------- | ----------------------------- | ----------------------------- | ----------------------------- | ----------- |
| 2009 | Asleep in the Bread Aisle - Vydáno: 20. dubna 2009 - Vydavatel: Schoolboy, SRC, Universal | 5                             | 5                             | 3                             | 31                            | 38                            | US: /       |
| 2014 | RetroHash - Vydáno: 22. dubna 2014 - Vydavatel: Federal Prism, Pale Fire                  | 45                            | 12                            | 6                             | —                             | —                             | US: /       |

### EP
- 2005: Just Listen EP
- 2010: The Rawth EP (s Nottz Raw)
- 2016: Rawther EP (s Nottz Raw a Travis Barker)

### Úspěšné singly
- 2009 – "Lark on My Go Kart"
- 2009 – "I Love College"
- 2010 – "G.R.I.N.D. (Get Ready It's a New Day)"